# گریس گیل
گریس گیل (انگلیسی: Grace Gill؛ زادهٔ ۲۷ ژوئن ۱۹۸۹) بازیکن فوتبال اهل استرالیا است.
وی همچنین در تیم ملی فوتبال زنان استرالیا بازی کرده‌است.